# Port Aransas
Port Aransas é uma cidade localizada no estado norte-americano do Texas, no Condado de Nueces.

## Demografia
Segundo o censo norte-americano de 2000, a sua população era de 3370 habitantes.
Em 2006, foi estimada uma população de 3757, um aumento de 387 (11.5%).

## Geografia
De acordo com o United States Census Bureau tem uma área de
31,3 km², dos quais 22,8 km² cobertos por terra e 8,5 km² cobertos por água. Port Aransas localiza-se a aproximadamente 1 m acima do nível do mar.

## Localidades na vizinhança
O diagrama seguinte representa as localidades num raio de 24 km ao redor de Port Aransas.